# آکسفورد
آکسفورد (به انگلیسی: Oxford) با تلفظ صحیح آکسفود، یکی از شهرهای انگلستان و مرکز شهرستان آکسفوردشایر در جنوب شرقی این کشور است. بر اساس آمار سال ۲۰۱۷ جمعیت این شهر برابر با ۱۵۴٬۶۰۰ نفر بوده‌است. رود تیمز از میان آکسفورد می‌گذرد. این بخش ۱۶ کیلومتری از تایمز با نام آیسیس (The Isis) شناخته می‌شود.
بناهای آکسفورد نشانگر همه دوره‌های معماری انگلیسی از ابتدا ورود آنگلوساکسون‌ها است، مانند بنای گنبدی رادکلیف کمرا (تالار رادکلیف) که مربوط به میانه قرن هجدهم و در مرکز شهر واقع است.

## پیشینه

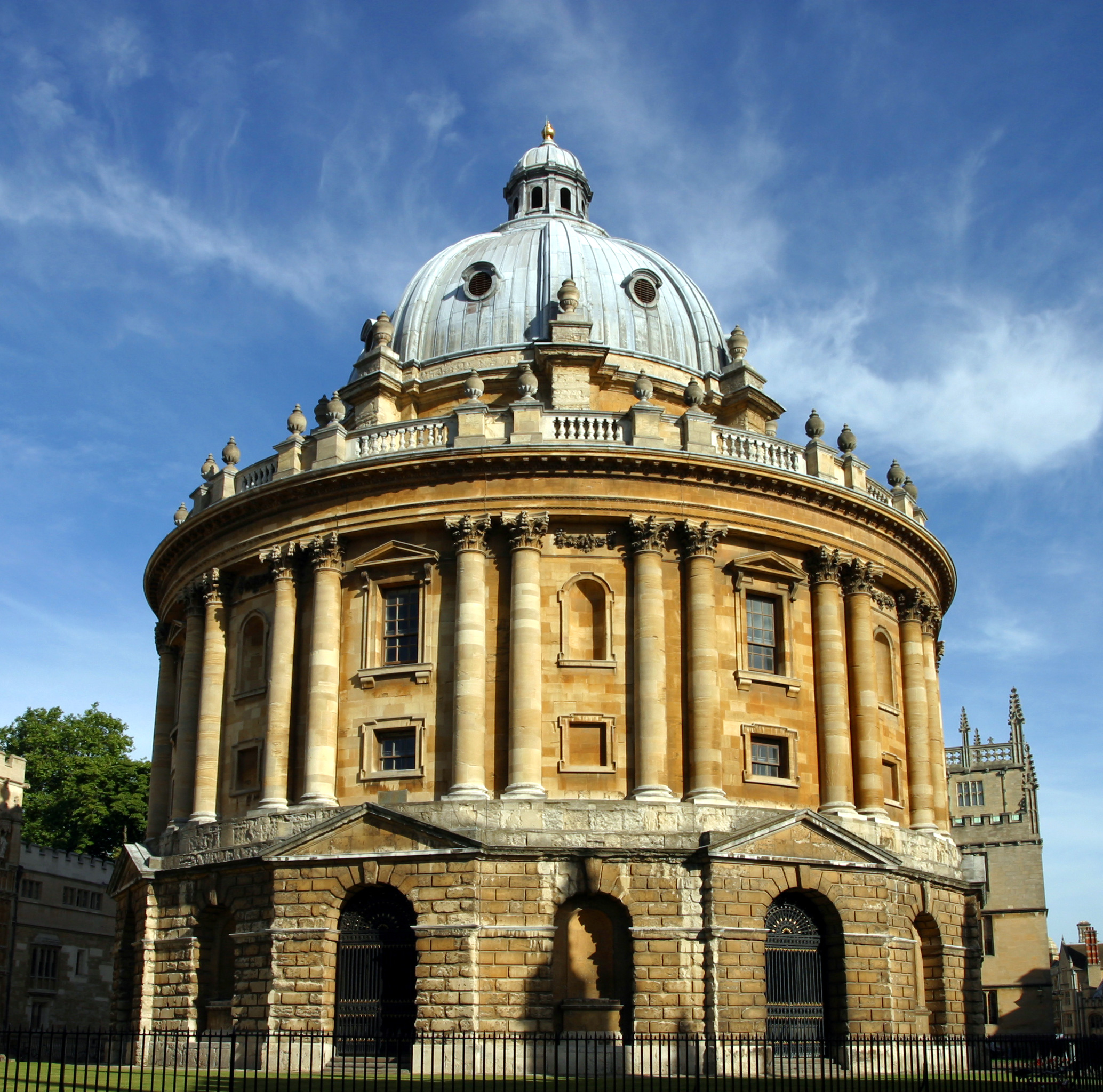
بنای رادکلیف کمرا

آکسفورد نخستین بار از زمان ساکسون‌ها مسکونی شد و در آغاز با نام «آکسنافوردا» به معنای گذرگاه گاو نر (بارکش) شناخته می‌شد.
موقعیت استراتژیک این شهر و محصور بودن آن میان خندق‌های طبیعی باعث گردید تا آکسفورد به صورت بخشی از سامانه دژ-شهرهای انگلستان در برابر حملات مجدد دانمارکی‌ها به این سرزمین در آید.
پس از بازسازی در زمان ادواردشاه، در سال ۱۰۰۹ میلادی در برابر حملات دانمارکی‌ها سقوط کرد. در ۱۱۲۶ حصار شهر بازسازی شد. هر چند شکوفایی بازرگانی شهر در قرن دوازدهم زودگذر بود اما رشد دانشگاه آن رکود فعالیت بازرگانی را جبران کرد.

## شهرهای خواهرخوانده
- بن - آلمان
- گرونوبل - فرانسه
- لیدن - هلند
- لئون - نیکاراگوآ
- پرم - روسیه

## نگارخانه

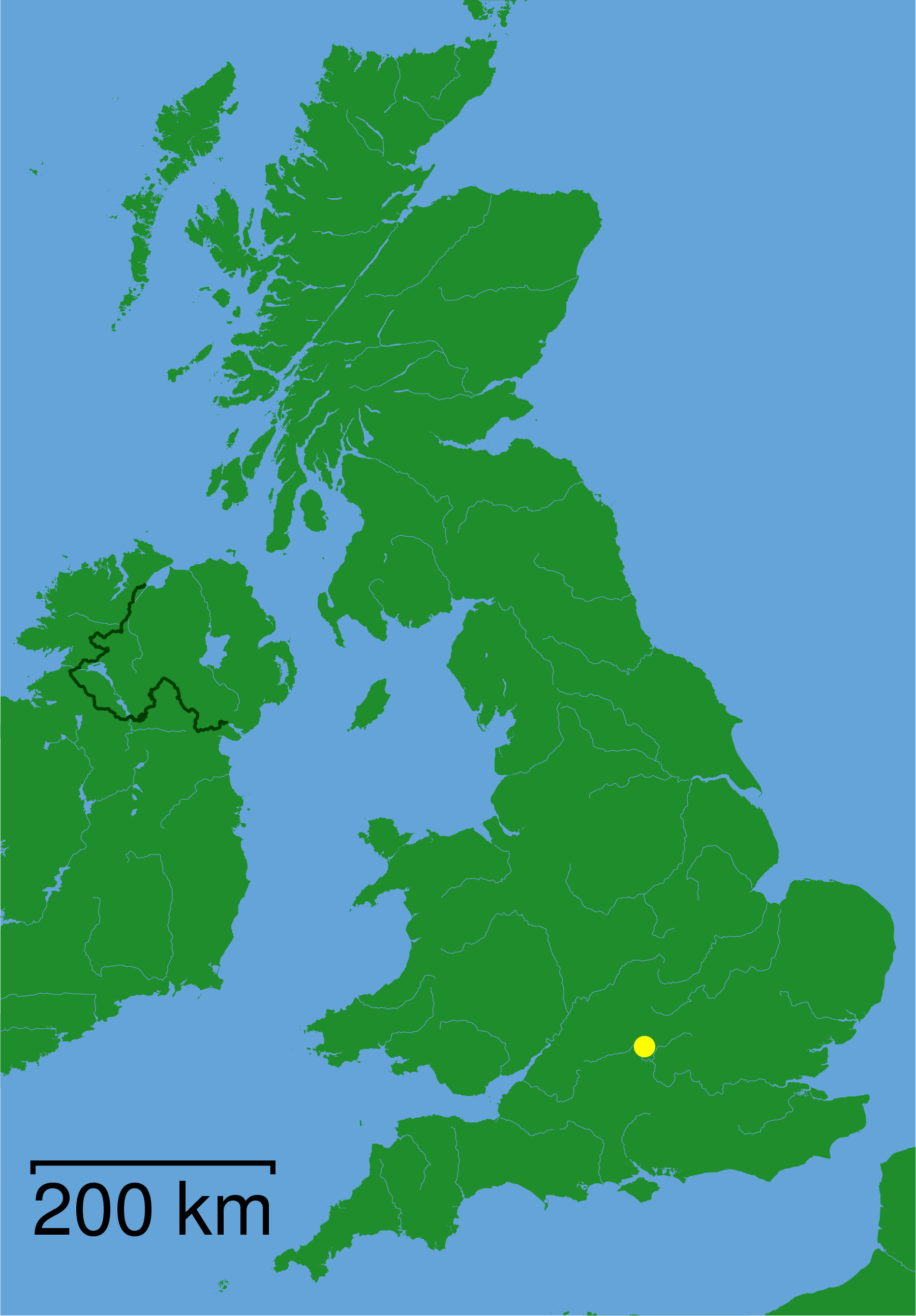
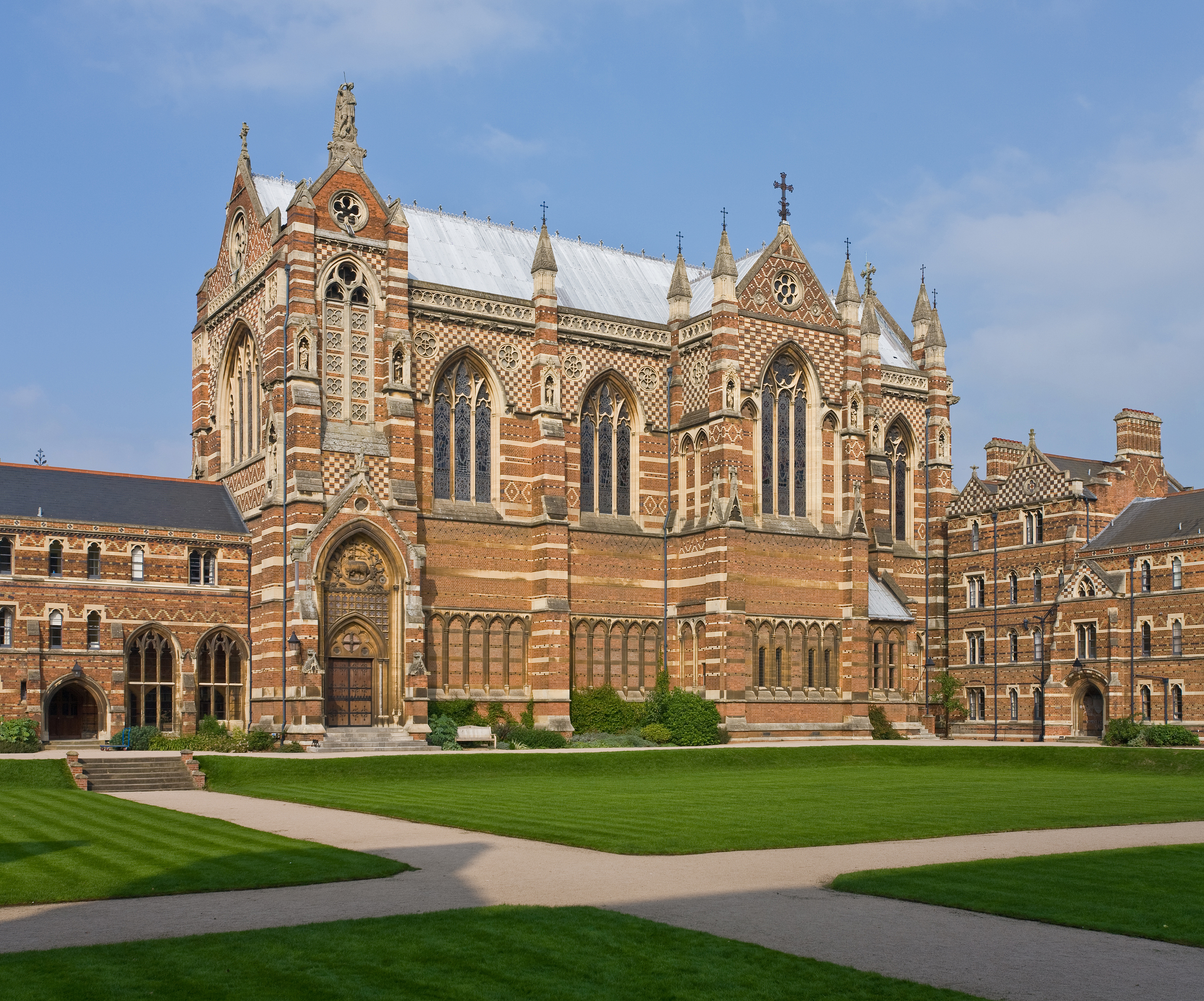
کالچ کبل
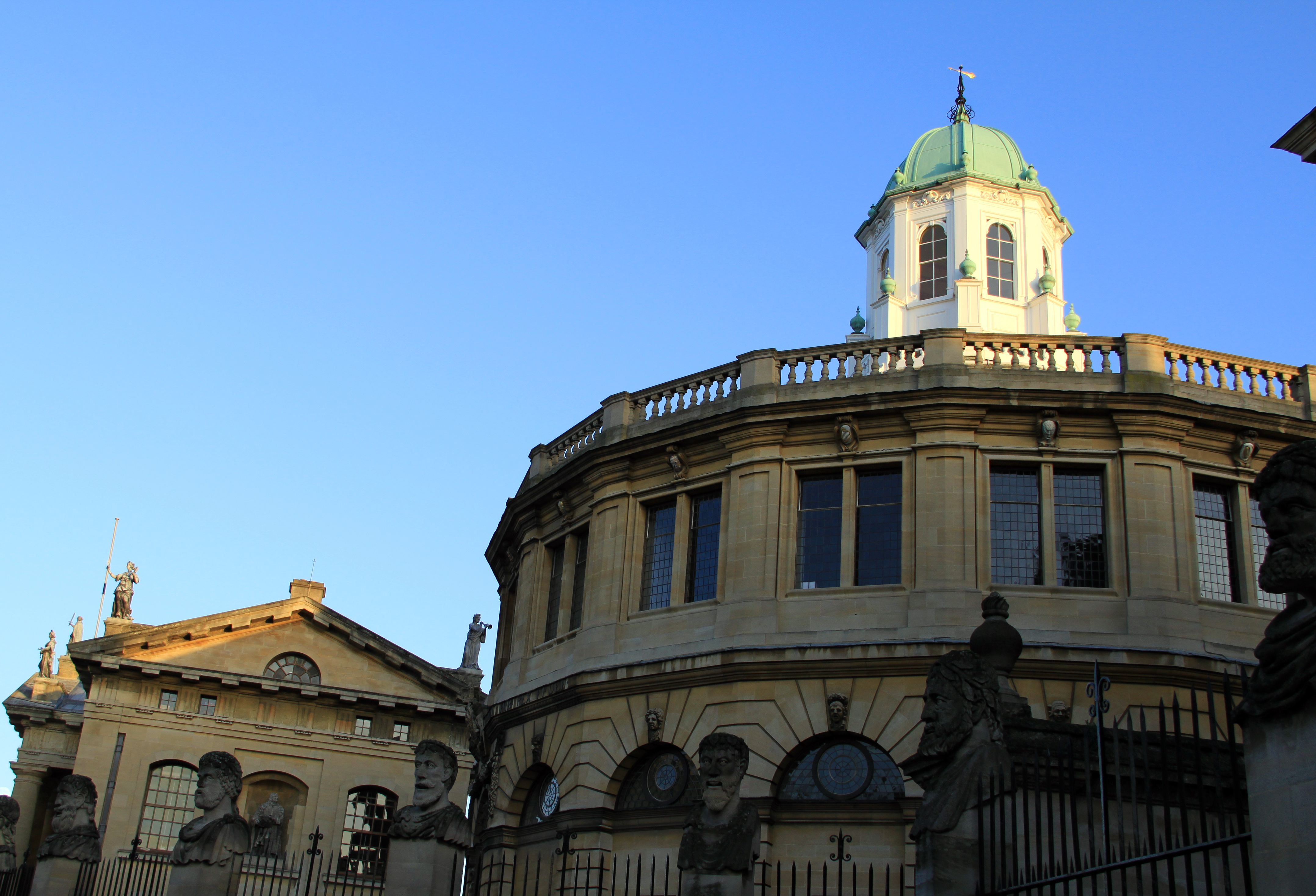
تماشاخانه شلدون